# Efekt odbicia
Efekt odbicia (ang. rebound effect) – opisany po raz pierwszy przez XIX-wiecznego brytyjskiego ekonomistę Williama Stanleya Jevonsa efekt polegający na zwiększeniu zużycia zasobów naturalnych mimo wzrostu produktywności ich użycia. Nazywa się go też czasem Paradoksem Jevonsa. Może on dotyczyć wielu różnych kategorii zasobów naturalnych, choć najczęściej analizuje się go w kontekście zużycia energii. W ekonomii zasobów naturalnych pojawił się ponownie za sprawą artykułu Daniela Khazzooma z 1980 roku.
Podczas gdy samo istnienie efektu odbicia nie jest przedmiotem kontrowersji, w literaturze poświęconej ekonomii zasobów naturalnych trwa dyskusja na temat jego rozmiaru, a także możliwości zapobieżenia mu za pomocą instrumentów politycznych.